# Hein Thorn Prikker

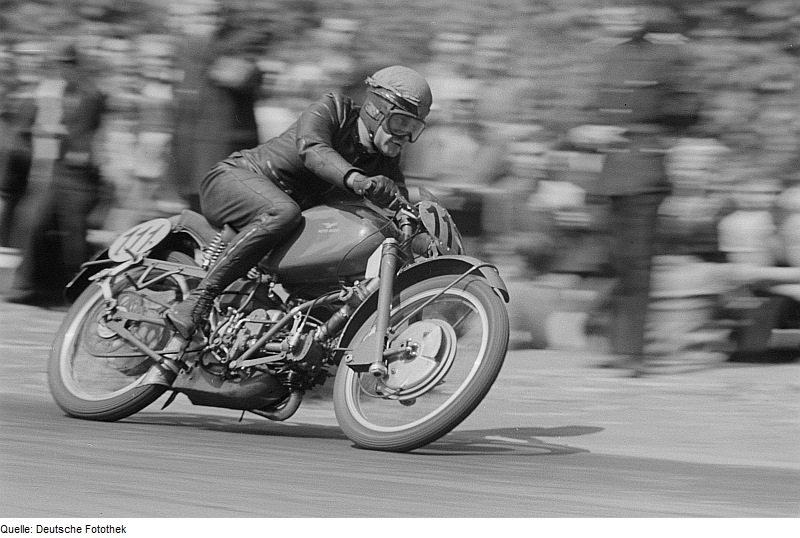
Hein Thorn Prikker auf einer Moto Guzzi Gambalunghino 250 cm³ beim Leipziger Stadtparkrennen (1953)

Heinrich „Hein“ Thorn Prikker (* 6. Januar 1911 in Hagen; † 1998) war ein deutscher Motorradrennfahrer.

## Karriere
Seine holländischen Eltern lebten ab 1910 in Hagen, sein Vater Johan war Künstler und wurde vor allem mit Glasmalereien, Mosaiken und Wandbildern bekannt. Hein Thorn Prikker kam als Fahrradmechaniker nach seiner Einstellung bei Imperia über die Motorradproduktion zur Rennsportabteilung. Dort war er zunächst Rennmechaniker bei Ernst Loof, nahm jedoch ab 1935 auch als Fahrer an verschiedenen Rennen teil, wo er bis 1939 als Privatfahrer einige Podestplatzierungen erzielen konnte.
Nach dem Zweiten Weltkrieg nahm Thorn Prikker als Privatfahrer wieder an Motorradrennen teil und konnte ebenfalls einige Siege herausfahren. Seine größten Erfolge waren die Meistertitel in der Deutschen Motorrad-Straßenmeisterschaft in der 250-cm³-Klasse 1951 und 1952 auf Moto Guzzi. Bei seinem einzigen Auftritt in der Motorrad-Weltmeisterschaft am 20. Juli 1952 beim Großen Preis von Deutschland auf der Stuttgarter Solitude belegte Thorn Prikker im Viertelliterrennen hinter Rudi Felgenheier (DKW) mit seiner Guzzi den zweiten Rang.
1954 beendete Hein Thorn Prikker nach einem schweren Unfall seine Rennfahrerkarriere.

## Statistik

### Erfolge
- 1951 – Deutscher 250-cm³-Meister auf Moto Guzzi
- 1952 – Deutscher 250-cm³-Meister auf Moto Guzzi

### Rennsiege
| Jahr | Klasse  | Maschine   | Rennen                       | Strecke                  |
| ---- | ------- | ---------- | ---------------------------- | ------------------------ |
| 1947 | 350 cm³ | Velocette  | Rund um Schotten             | Schottenring             |
| 1948 | 350 cm³ | Velocette  | Dieburger Dreiecksrennen     | Dieburger Dreieck        |
| 1950 | 250 cm³ | Moto Guzzi | Großer Preis von Deutschland | Solitude                 |
| 1950 | 250 cm³ | Moto Guzzi | Eifelrennen                  | Nürburgring-Nordschleife |
| 1951 | 250 cm³ | Moto Guzzi | Dieburger Dreiecksrennen     | Dieburger Dreieck        |
| 1951 | 250 cm³ | Moto Guzzi | Feldbergrennen               | Feldbergring             |
| 1951 | 250 cm³ | Moto Guzzi | Eifelrennen                  | Nürburgring-Nordschleife |
| 1951 | 250 cm³ | Moto Guzzi | AVUS-Rennen                  | AVUS                     |
| 1951 | 250 cm³ | Moto Guzzi | Sachsenring-Rennen           | Sachsenring              |
| 1952 | 250 cm³ | Moto Guzzi | Dieburger Dreiecksrennen     | Dieburger Dreieck        |
| 1952 | 250 cm³ | Moto Guzzi | Preis des Saarlandes         | St. Wendel               |
| 1952 | 250 cm³ | Moto Guzzi | Feldbergrennen               | Feldbergring             |
| 1952 | 250 cm³ | Moto Guzzi | Eilenriederennen             | Eilenriede               |
| 1953 | 250 cm³ | Moto Guzzi | Schleizer Dreieckrennen      | Schleizer Dreieck        |

### In der Motorrad-Weltmeisterschaft
| Saison | Klasse  | Motorrad   | Rennen | Siege | Podien | Punkte | Ergebnis |
| ------ | ------- | ---------- | ------ | ----- | ------ | ------ | -------- |
| 1952   | 250 cm³ | Moto Guzzi | 1      | –     | 1      | 6      | 7.       |